# Lucasio (Musikproduzent)
Lucasio (* 13. Januar 1993, bürgerlich Luca Pump) ist ein deutscher Musikproduzent aus Lübeck.

## Karriere
Lucasio begann seine Karriere als Hip-Hop-Produzent 2019 mit dem Track Mi Corazon, welchen er für Dardan und Rooz Lee produzierte. 2021 landete er mit einem Track auf dem Album 102 der 102 Boyz, welches auf Platz 6 der deutschen Albumcharts einstieg. Gemeinsam mit JamBeatz und VenomValentino produzierte er den Song Fuck it mit Lil Toe und AMMO. Es folgten weitere Produktionen mit den 102 Boyz, Olexesh, Edo Saiya.

## Diskografie
Lucasio als Autor (A) und Produzent (P) in den Charts

| Jahr | Titel Album    | Höchstplatzierung, Gesamtwochen, AuszeichnungChartplatzierungen (Jahr, Titel, Album, Platzierungen, Wochen, Auszeichnungen, Anmerkungen) | Höchstplatzierung, Gesamtwochen, AuszeichnungChartplatzierungen (Jahr, Titel, Album, Platzierungen, Wochen, Auszeichnungen, Anmerkungen) | Höchstplatzierung, Gesamtwochen, AuszeichnungChartplatzierungen (Jahr, Titel, Album, Platzierungen, Wochen, Auszeichnungen, Anmerkungen) | Anmerkungen                                                           |
| Jahr | Titel Album    | DE | AT | CH | Anmerkungen                                                           |
| ---- | -------------- | --- | --- | --- | --------------------------------------------------------------------- |
| 2022 | UDSSR A, P –   | DE50 (1 Wo.)DE | — | — | Erstveröffentlichung: 3. Februar 2022 Interpretation: Olexesh         |
| 2022 | 100.000 A, P – | DE96 (1 Wo.)DE | — | — | Erstveröffentlichung: 3. März 2022 Interpretation: Olexesh feat. O.G. |